# Bedreigde stad
Bedreigde stad is een hoorspel van Bernd Grashoff. Besichtigung eines Ausweichziels werd op 16 januari 1968 door de Bayerischer Rundfunk uitgezonden. Gérard van Kalmthout vertaalde het en de KRO zond het uit in het programma Dinsdagavondtheater op dinsdag 3 februari 1970. De regisseur was Léon Povel. Het hoorspel duurde 69 minuten.

## Rolbezetting
- Willy Brill (Kristina Horski)
- Paul van der Lek (Byron Edelen)
- Jos van Turenhout (oom Ben)
- Tom van Beek (kolonel Gibson)
- Frans Somers (Jeff)
- Harry Bronk (student & journalist)
- Joke Hagelen (hostess)
- Han König (kelner & journalist)
- Mila Archanskaja (Zana)
- Jurin Rabinskin (Rus)
- Jos van Turenhout (nachtportier)
- Huib Orizand (generaal)

## Inhoud
De bouwondernemer Byron Edelen heeft zijn firma van het bankroet gered door een militaire opdracht aan te nemen. Hij heeft bases gebouwd voor het afvuren van projectielen met atoomkoppen die bij een "grote vergeldingsslag" kunnen ingezet worden. Alhoewel alles onder camouflage en in de grootste geheimhouding gebeurt, verneemt hij toevallig de naam van een stad die in dat geval zou vernietigd worden. Hij bezoekt deze stad als toerist. Door kennis te maken met deze stad en haar mensen doorleeft hij stap na stap het atomaire inferno en wordt zich bewust van de twijfelachtigheid van alle argumenten die hij tot dusver zonder nadenken heeft aanvaard…